# Carole-Yvonne Richard
Carole-Yvonne Richard est une artiste en arts visuels et une enseignante, née à Senneterre, au Québec.

## Biographie
Née en 1958 à Senneterre en Abitibi-Témiscamingue, Carole-Yvonne Richard vit à Rouyn-Noranda. Dès son jeune âge, son intérêt pour les arts visuels s’est développé  à travers les œuvres d’Emily Carr et au contact de son père photographe. Elle fera sa première exposition solo en 1986 au Centre d’exposition de Val-d’Or.
Tout en priorisant sa carrière artistique professionnelle, elle fera de l’éducation son autre priorité. Après un Baccalauréat en enseignement (1982), elle travaille dans les écoles primaires de Senneterre, de l’Île-du-Prince-Édouard et de Rouyn-Noranda. Dès 1984, elle poursuit sa formation académique en art et en éducation, soit à l’Université d’Ottawa  avec une Maîtrise en éducation (1992) et scolarité de doctorat (1997) et à l’Université du Québec en Abitibi-Témiscamingue  (UQAT) avec un certificat en arts plastiques (1984-2005), un diplôme de 2e cycle en hypnose clinique (2002), un diplôme de 2e cycle en art-thérapie (2004) et un certificat en peinture (2007-2011). Elle passera les douze dernières années de sa carrière de professeur (1982-2015) à l’enseignement de l’art dramatique et des arts plastiques au secondaire à Rouyn-Noranda.
Depuis le début des années 80, elle a présenté son travail pictural et performatif dans des évènements collectifs et individuels en Abitibi-Témiscamingue, mais également ailleurs au Québec dont à AT@Montréal en 2010, année où elle obtient aussi une bourse du Conseil des arts et des lettres du Québec et de la Conférence régionale des élus de l’Abitibi-Témiscamingue.
Elle s’initie aussi à la performance en 2006 et se produira à Québec, Rouyn-Noranda et Senneterre. Son travail en arts visuels a été présenté dans plus d’une dizaine d’expositions solos et près d’une trentaine d’expositions de groupes.
Elles est membre du Regroupement des Artistes en Arts Visuels du Québec (RAAV), du centre d’artistes autogéré en art actuel (l’Écart) à Rouyn-Noranda et du Conseil de la Culture de l’Abitibi-Témiscamingue (CCAT).

## Formation
- 2007-2011, Certificat en peinture, Université du Québec en Abitibi-Témiscamingue.
- 1984-2005 Certificat en Arts plastiques, Université du Québec en Abitibi-Témiscamingue.
- 2004, Programme court de 2e cycle en art-thérapie, Université du Québec en Abitibi-Témiscamingue.
- 2002, Programme court de 2e cycle en hypnose clinique (Hypnose clinique Ériksonienne), Université du Québec en Abitibi-Témiscamingue.
- 1997, Scolarité de doctorat, faculté d’Éducation, Université d’Ottawa, Ontario.
- 1992, Maîtrise ès arts en éducation, faculté d’Éducation, Université d’Ottawa, Ontario.
- 1982, Baccalauréat en Éducation au préscolaire et en enseignement à l’élémentaire de l’Université du Québec en Abitibi-Témiscamingue

## Expositions solo
- 2021, Investir le lieu : Je vais à ta rencontre, Pavillon Îlot d’Or, Senneterre.
- 2018-2021, J’ai fermé ma maison… Résidence Desjardins, Senneterre.
- 2015, Mythologie ou Humanité, MA (Musée d’Art), Rouyn-Noranda[2],[8]
- 2014, L’Amitié de mon Âme, Installation pour une tournée du Théâtre du Tandem (Rouyn-Noranda, Ville-Marie, La Sarre et Val-d’Or).
- 2011, À propos de l’amitié : Rencontre deuil et amitié (volet 2 et 3), L'Écart… lieu d’art actuel, Rouyn-Noranda[5].
- 2010, Peinture, manœuvre et performance. À propos de l’amitié : deuil et amitié (volet 2), (Bourse du CALQ et de la Conférence Régionale des Élus) Senneterre, Rouyn-Noranda, Amos et ailleurs au Québec.
- 2010, À propos de l’amitié : deuil et amitié (volet 1), peinture et performance, Club de Golf de Senneterre.
- 2009, Performance abitibienne , Le Lieu, centre en art actuel, Québec.
- 2006, Exploration du quotidien, 3e Biennale d’art performatif, L’Écart… lieu d’art actuel, Rouyn-Noranda.
- 1986, Centre d’exposition de Val-d’Or, Val-d’Or.

## Expositions collectives
- 2020, Artistes choisis / Œuvres choisies, Galerie Rock Lamothe, Rouyn-Noranda. Invité.
- 2018. Artistes choisis / Œuvres choisies – Des réalistes, Galerie Rock Lamothe, Rouyn-Noranda. Invité.
- 2008, 2010, 2014, 2016, 2018, Biennale internationale d’art miniature de Ville-Marie, Galerie du Rift, Ville-Marie.
- 2016, Foire d’Art contemporain de Rouyn-Noranda (FAR), MA (musée d’art), Rouyn-Noranda.
- 2015, Eh bien, dis donc !, Galerie du Rift, Ville-Marie[9].
- 2014, L’Art de partager, Repérage Abitibi-Témiscamingue, Collection Loto-Québec 35 ans, Centre d’exposition de Val-d’Or, Val-d’Or[10].
- 2012, 2013, 2014, Fonds municipal d’art contemporain, Centre d’exposition de Rouyn-Noranda[11].
- 2011, Évocation de sarcophage, Centre d’exposition de Val-d’Or, Val-d'Or.
- 2010, Excès et Désinvolture, Maisons de la Culture, Côtes-des-Neiges, Montréal.
- 2009, Les 5 plaisirs capiteux, tournée des cinq centres d’exposition de l’Abitibi-Témiscamingue[12].
- 2002, Les 10 ans de l’Écart, L’Écart… lieu d’art actuel, Rouyn-Noranda.
- 1998,  97 ans après 1900, L’Écart, lieu d’art actuel de Rouyn-Noranda et Centre d’exposition de Ville-Marie.
- 1984, The Great George Street Gallery, Charlottetown, Ile du Prince-Édouard.

## Galeries
- 2018, 2020, Galerie Rock Lamothe, Rouyn-Noranda.
- 2002-2005, La Galerie/Boutique d’Art, L’Eusses-tu cru ?, Québec.
- 2000-2002, La Galerie, Rouyn-Noranda.
- 1995-2000, Les Éditions du Regard, Rouyn-Noranda.

## Publications
- Le premier monde, Tome 1, L'éveil, Michel Gosselin éditeur, 2021, 300 p.  (ISBN 9782981923301)
- La rivière va toujours, Haïkus, poésies et œuvres d'art, avec Fernand Bellehumeur, Michel Gosselin éditeur, 2023, 152 p.  (ISBN 978-2-925382-05-8)
- Le premier monde, Tome 2, Les Annunaks, Michel Gosselin éditeur, 2024, 290 p.  (ISBN 978-2-925382-29-4)

## Prix et bourses
- 2020, Bourse du Conseil des Arts et des Lettres du Québec (CALQ), Investir le lieu : Je vais à ta rencontre[13],[14].
- 2010, Bourse du CALQ et de la Conférence Régionale des Élus de l’Abitibi-Témiscamingue, À propos de l’amitié : Rencontre deuil et amitiés [15].
- 2013, Une école à mon image…, prix national Éducation Artistique au concours des prix Essor du ministère de l’Éducation et ministère de la Culture et des Communications du Québec[16].
- 2013, Une école à mon image…, prix régional au concours des prix Essor du ministère de l’Éducation et du ministère de la Culture et des Communications[17].
- 2012, Contrer le vandalisme , œuvre collective, prix régional au concours des prix Essor du ministère de l’Éducation et du ministère de la Culture et des Communications.
- 2010, Nous avons tant de désirs…, prix national Éducation Artistique au concours des prix Essor du ministère de l’Éducation et ministère de la Culture et des Communications[18].
- 2010, Nous avons tant de désirs…, prix régional au concours des prix Essor du ministère de l’Éducation et  du ministère de la Culture et des Communications.
- 2006, Prix national Culture-Éducation 2006 au concours des prix Essor du ministère de l’Éducation et ministère de la Culture et des Communications[19].
- 2006, Prix régional au concours des prix Essor, ministère de l’Éducation et ministère de la Culture et des Communications.

## Collections
Collection MA (musée d’art), Rouyn-Noranda.
Fonds municipal d’art contemporain (FMAC) 2012, Ville de Rouyn-Noranda.